# Mutsun

Mapa de les llengües ohlone.

El mutsun (també conegut com a costano San Juan Bautista) és una de les vuit llengües ohlone, parlada històricament pels mutsuns del Nord de Califòrnia, a l'antiga Missió de San Juan Bautista.

## Història
Ascencion Solorsano, qui va morir en 1930, va deixar quantitats massives de dades sobre la llengua i la cultural dels mutsuns. L'espanyol (probablement català) pare Felipe Arroyo de la Cuesta va escriure una gramàtica de la llengua, i el lingüista John Peabody Harrington recollí notes molt extenses sobre el llenguatge de Solorsano. Les notes de camp de Harrington van formar la base de la gramàtica de Mutsun escrita per Marc Okrand com a dissertació a la Universitat de Califòrnia en 1977, que fins avui és l'única gramàtica que s'ha escrit de qualsevol de les llengües ohlone.

## Fonologia

### Consonants
|                    | Labial | Dental/ Alveolar | Retroflexa | Alveolo-palatal/ Palatal palatalitzada | Velar | Glotal |
| ------------------ | ------ | ---------------- | ---------- | -------------------------------------- | ----- | ------ |
| Nasal              | m /m/  | n /n/            |            | nY /nʲ/                                |       |        |
| Oclusiva           | p /p/  | t /t/            | tR /ʈ/     | tY /tʲ/                                | k /k/ | /ʔ/    |
| Africada           |        | c /ts/           | č /ts̠/     |                                        |       |        |
| Fricativa          |        | s /s/            | sY /ʃ/     |                                        |       | h /h/  |
| Central Aproximant | w /w/  |                  |            | y /j/                                  |       |        |
| Lateral aproximant |        | l /l/            |            | lY /lʲ/                                |       |        |
| Bategant           |        | r /r/            |            |                                        |       |        |

### Vocals
|                    | Anterior | Posterior | Posterior |
| ------------------ | -------- | --------- | --------- |
| Tancada            | i /i/    | u /u/     |           |
| Tancada-intermèdia |          | o /o/     |           |
| Oberta-intermèdia  | e /ɛ/    |           |           |
| Oberta             |          | a /ɑ/     |           |

### Vocabulari
| Català | Mutsun   |
| ------ | -------- |
| un     | hemetca  |
| dos    | tRhin    |
| tres   | kaphan   |
| quatre | utRit    |
| cinc   | parwes   |
| sis    | nakitci  |
| set    | takitci  |
| vuit   | tayitmin |
| nou    | pakki    |
| deu    | tansakte |

## Notables mutsuns
- 1913 – Barbara Solorsano morta en 1913, informant lingüística mutsun de C. Hart Merriam 1902-04, from San Juan Bautista (Teixeira 1997:33, 40).
- 1930 – Ascención Solorsano de Cervantes, morta en 1930, reconeguda doctora mutsun, principal informant lingüística i cultural de John Peabody Harrington (Ortiz 1994:133).